# 诺瓦莱斯
诺瓦莱斯（法語：Novalaise，法語發音：[nɔvalɛz]）是法国萨瓦省的一个市镇，属于尚贝里区。

## 地理
诺瓦莱斯（45°35'40"N, 5°46'18"E）面积16.26 平方千米，位于法国奥弗涅-罗讷-阿尔卑斯大区萨瓦省，该省份为法国东部省份，历史上为薩伏依的一部分，北起上萨瓦省，西接伊泽尔省和安省，南部和东部与上阿尔卑斯省和意大利接壤。
与诺瓦莱斯接壤的市镇（或旧市镇、城区）包括：艾格伯莱特勒拉克、阿延、迪兰、马尔雪、楠斯、罗什福尔、圣阿尔邦德蒙贝勒、圣玛丽达尔韦。

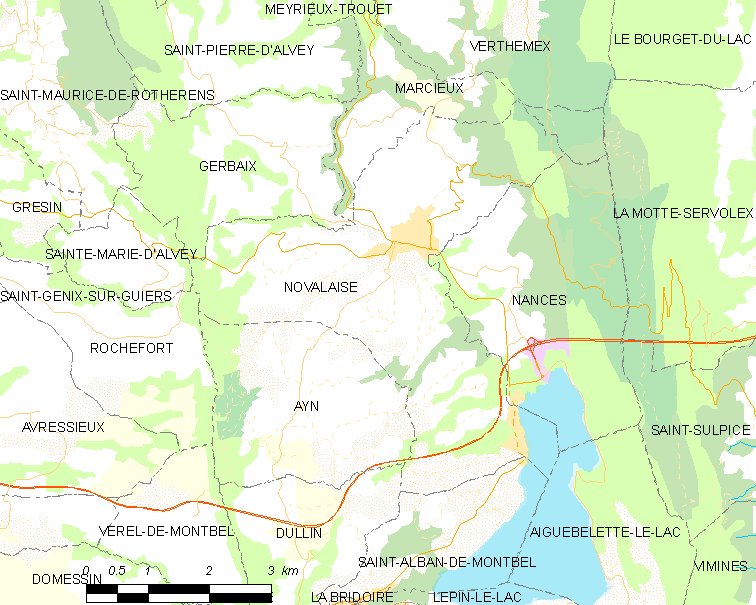
诺瓦莱斯的OSM定位图

诺瓦莱斯的时区为UTC+01:00、UTC+02:00（夏令时）。

## 行政
诺瓦莱斯的邮政编码为73470，INSEE市镇编码为73191。

## 政治
诺瓦莱斯所属的省级选区为萨瓦比热县。

## 人口

1962-2008年间诺瓦莱斯人口变化图示

诺瓦莱斯于2022年1月1日时的人口数量为2243人。